# 火影忍者外傳～第七代火影與緋色的花月～
《火影忍者外傳～第七代火影與緋色的花月～》為日本漫畫家岸本齊史筆下《火影忍者》的短篇外傳作品。本作於日本時間2015年4月27日開始連載，並於周刊少年JUMP2015年32期連載結束。日版單行本於2015年8月4日發行，台版由東立出版社負責代理。電視動畫以《BORUTO-火影新世代-NARUTO NEXT GENERATIONS-》中的「宇智波紗羅妲篇」為名改編播出。

## 簡述

### 故事時間
本作講述第四次忍界大戰結束15年後的故事。作品標題中的「花月」在日文中可解釋為陰曆的三月份，亦指春天。

### 主要角色
故事主要以時為11歲的宇智波紗羅妲為主人公開展，並透過與原作主要角色漩渦鳴人、宇智波佐助和宇智波櫻的互動講述紗羅妲的成長故事。
| 角色         | 聲優     | 介紹                                                   |
| 宇智波紗羅妲 | 菊池心   | 新生代的忍者，本作品主角，宇智波佐助與宇智波櫻之女。   |
| 漩渦鳴人     | 竹內順子 | 本作主要角色，第七代火影。第四次忍界大戰新三忍之一。   |
| 宇智波佐助   | 杉山紀彰 | 本作主角角色，紗羅妲的父親。第四次忍界大戰新三忍之一。 |
| 宇智波櫻     | 中村千繪 | 本作主要角色，紗羅妲的母親。第四次忍界大戰新三忍之一。 |
| 秋道蝶蝶     | 白石涼子 | 新生代的忍者，秋道丁次之女。                           |

## 故事大綱

### 700+1：宇智波紗羅妲
紗羅妲懂事以來不曾見過長年在外執行任務的父親，看著同儕能和自己的爸爸一起為了忍者學校畢業考修練的情景，紗羅妲顯得十分羨慕，並對父親的去向感到越發困惑。面對無法準確回答父親平時有無配戴眼鏡的小櫻，紗羅妲甚至質疑她是否真為佐助的妻子，令小櫻一氣之下失手將正處貨款時期的屋子擊毀。安置好昏倒的小櫻後，紗羅妲在瓦礫堆中發現過去一直陳設在家中的「全家福」底下其實是鷹小隊的合照；看著父親身旁與自己戴著同樣眼鏡的女人，紗羅妲陷入了更深的困惑……

### 700+2：寫輪眼的少年…！
佐助在執行任務的過程中突遭一名擁有寫輪眼的神秘少年(自稱宇智波信)襲擊，鳴人得知此事後與卡卡西商量，認為該少年若非宇智波一族的倖存者就是大蛇丸的實驗體。為了防患未然，鳴人決定親自離村與佐助會合，而在門外恰巧聽聞此事的紗羅妲則決定偷偷跟著鳴人、展開一場「尋找親生父母」的旅程。

### 700+3：邂逅①
慕留人趕到村口打算將母親製作的便當交給鳴人，然而鳴人已經出發，紗羅妲遂以替慕留人送便當給鳴人的名義與蝶蝶一同踏上旅程。兩人離村不久便遭到「寫輪眼少年」宇智波信襲擊，少年揚言受「父親」指示必須將紗羅妲帶回，雙方開戰不久紗羅妲與蝶蝶便處於下風，千鈞一髮之際鳴人成功救下兩人並扭轉了局勢。

### 700+4：邂逅②
面對身份不明的宇智波信，鳴人決意將他拘捕審訊；身處劣勢的信被同伴以類似神威的時空間忍術帶離了現場。基於安全考量鳴人決定攜紗羅妲與蝶蝶一同前往嶺塔與佐助會合，然而在休息過程中急於與父親相會的紗羅妲卻以解手為由先行一步前往塔內，並因即將見到父親的強烈悸動開啟了寫輪眼，未料佐助卻因此將多年未見的女兒誤認為信的同夥並持刀指向紗羅妲……

### 700+5：未來…
當紗羅妲喊出「爸爸」時，佐助才醒覺自己眼前的少女正是本應身處木葉的女兒。面對紗羅妲接二連三的質問，佐助冷淡表示一切皆與紗羅妲無關，令紗羅妲憤而奔向塔外。鳴人上前安撫時憶起當年五影會談上擁有輪迴眼的佐助為了忍界的未來決定獨自調查輝夜遺跡並要求在場高層對外保密的情景，從而告訴紗羅妲她的父親是一位比任何人都了不起的忍者。與此同時從暈眩中醒來的小櫻啟程趕赴嶺塔，宇智波信則夥其複製人向鳴人一行人發動攻擊，更揚言要復甦「曉」組織繼承宇智波鼬的意志

### 700+6：停止進化的種族
在雙方激戰的過程中敵人趁機襲擊紗羅妲，佐助及時挺身才保護了紗羅妲的安全。方才抵達現場並察覺情況有異的小櫻成功以一拳將信擊倒，卻被信的同夥以時空間忍術帶回了敵人的基地……

### 700+7：基因的奴隸
向小櫻坦言自己過去曾為大蛇丸的實驗體，他透過牙齒和神經培育複製人並將他們視作血肉的備品。對信而言子嗣的存在僅是為了培育強大的基因，而此觀點正與為人母的小櫻背道而馳。佐助攜一行人來到大蛇丸的根據地查問究竟，紗羅妲藉機向水月探聽香燐的去向並請他即時驗證兩人的血緣關係；水月基於香燐過去的一句「我的桌子就像是我身體的一部分」認定抽屜中的臍帶為香燐所有，遂將此物與紗羅妲進行基因鑑定並得到了「一致」的結論。得知結果的紗羅妲大受打擊，一時悲憤下向目睹這一切的鳴人說出欺騙她的人們與自己無關等氣話……

### 700+8：真摯之情
面對殘酷事實的紗羅妲認為自己被深信的人們所騙，甚至一度決意離開木葉忍者村。然而經鳴人提點後，紗羅妲終然了解家人間的羈絆並非取決於血緣而是多年培養的真摯思念，從而決心拯救與自己感情深厚的小櫻。

### 700+9：我來保護
小櫻與展開激鬥，一行人及時趕到拯救了小櫻。與此同時一眾複製人信突然叛變，身為本體的宇智波信為了備用內臟企圖將小櫻、紗羅妲和蝶蝶一並帶走。就在小櫻準備出手之際，紗羅妲為了保護母親挺身而出，使出承自佐助的寫輪眼與小櫻般的怪力將敵人狠狠擊倒。

### 700+10：眼中映照出來的是…
複製人信在鳴人和九喇嘛壓倒性的威懾下投降，自願隨鳴人前往木葉旗下的孤兒院並由院長藥師兜負責照顧與引導。紗羅妲亦透過父母一路上的互動和佐助的話語感受到父母緊連的心意及兩人對自己的愛，後隨第七班一同回到了木葉忍者村。回村後的蝶蝶遇上因發動蝶彈轟炸而變得高大挺拔的丁次，心中有關生父的苦惱也終於得解。另一方面，水月從香燐口中得知她僅在隨佐助旅行的小櫻分娩時負責接生，該條用來進行基因驗證的臍帶著實屬於小櫻和紗羅妲，而紗羅妲身上的眼鏡則是香燐送給她的禮物。久違回到村子的佐助與家人短暫團聚，其後在小櫻及紗羅妲的目送下重新踏上調查輝夜遺跡的旅程。紗羅妲望著與雙親一同新攝的全家福，則露出了心滿意足的笑容，並以此次事件為契機立下了成為火影的目標。

## 出版書籍
| 出版社       | 發售日期       | ISBN                   |
| ------------ | -------------- | ---------------------- |
| 集英社       | 2015年8月4日   | ISBN 978-4-08-880468-2 |
| 東立出版社   | 2015年12月14日 | ISBN 978-986-462-611-3 |
| 正文社       | 2015年12月26日 | ISBN 978-988-8297-29-0 |
| 連環畫出版社 | 2016年12月     | ISBN 978-7-5056-3328-5 |

## 外部連結
- 官方介紹（日語）